# Arnstein, Saxonia-Anhalt
Arnstein este un oraș din districtul Mansfeld-Südharz, landul Saxonia-Anhalt, Germania.

## Galerie de imagini

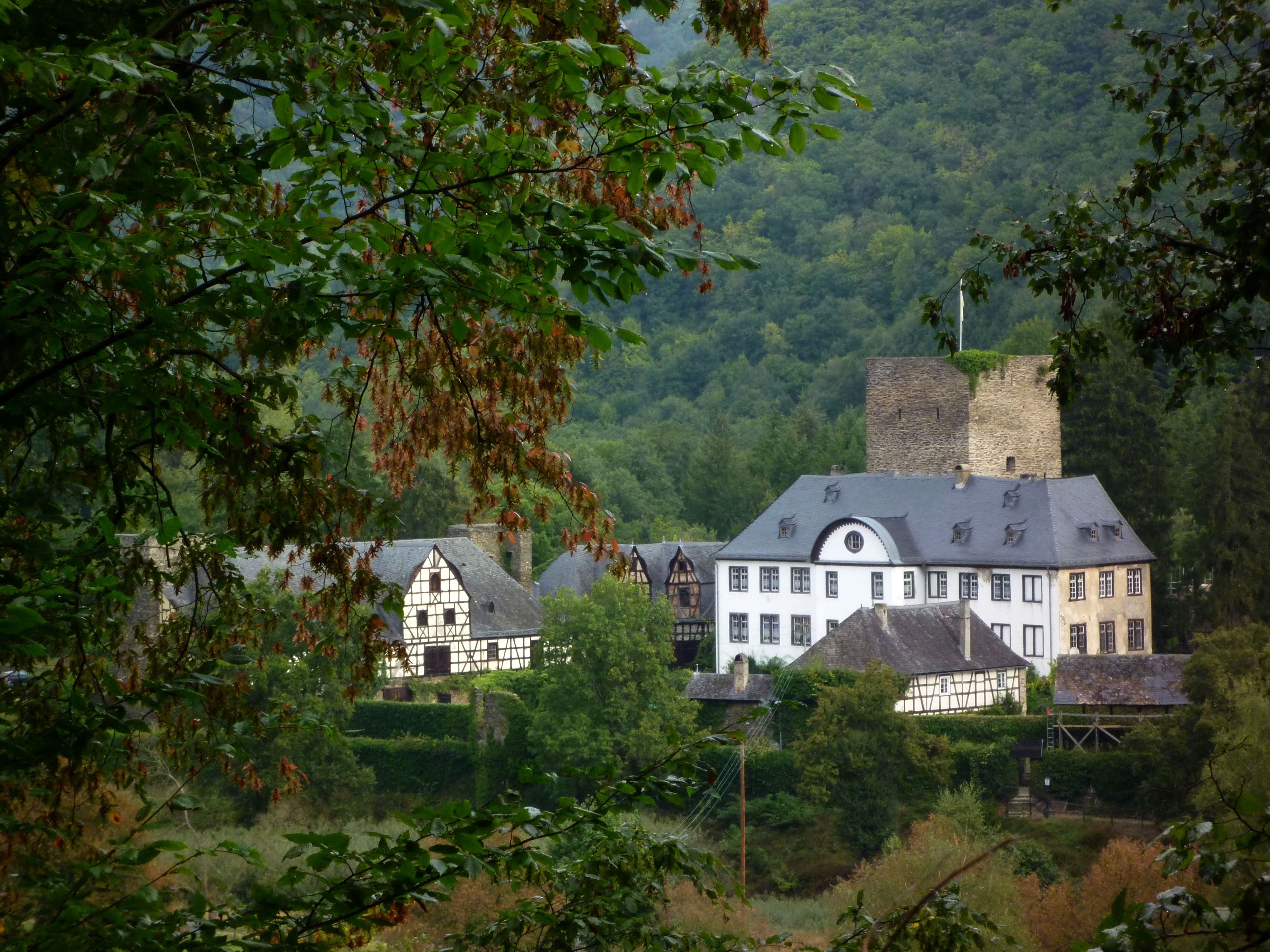
Cetatea Arnstein

1. ↑  Alle politisch selbständigen Gemeinden mit ausgewählten Merkmalen am 31.12.2018 (4. Quartal) (în germană), Statistisches Bundesamt[*], arhivat din original la 10 martie 2019, accesat în 10 martie 2019